# Клан Максвелл

Герб вождів клану Максвелл та графів Нітсдейл.

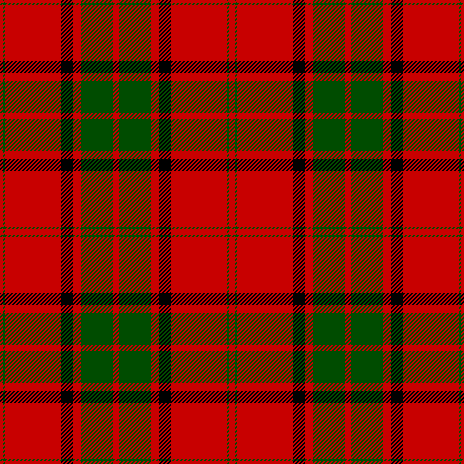
Тартан клану Максвелл.

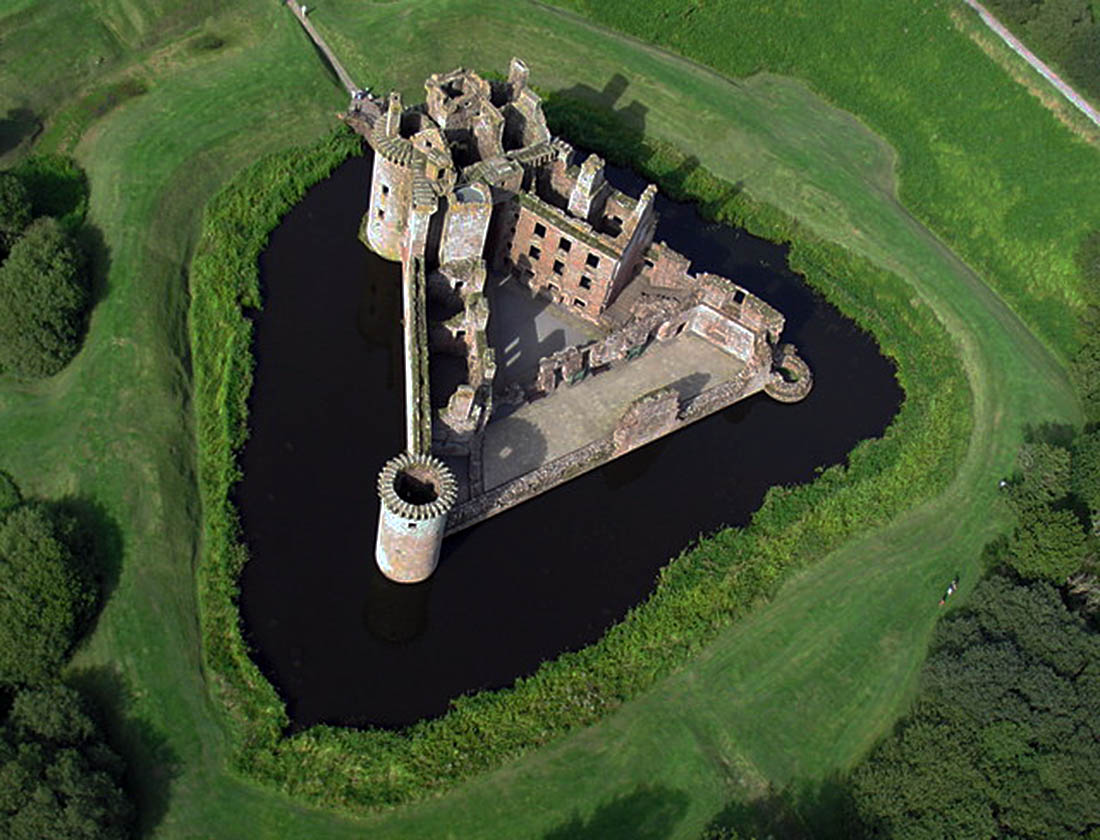
Замок Керлаверок — резиденція вождів клану Максвелл. Вигляд з висоти пташиного лету.

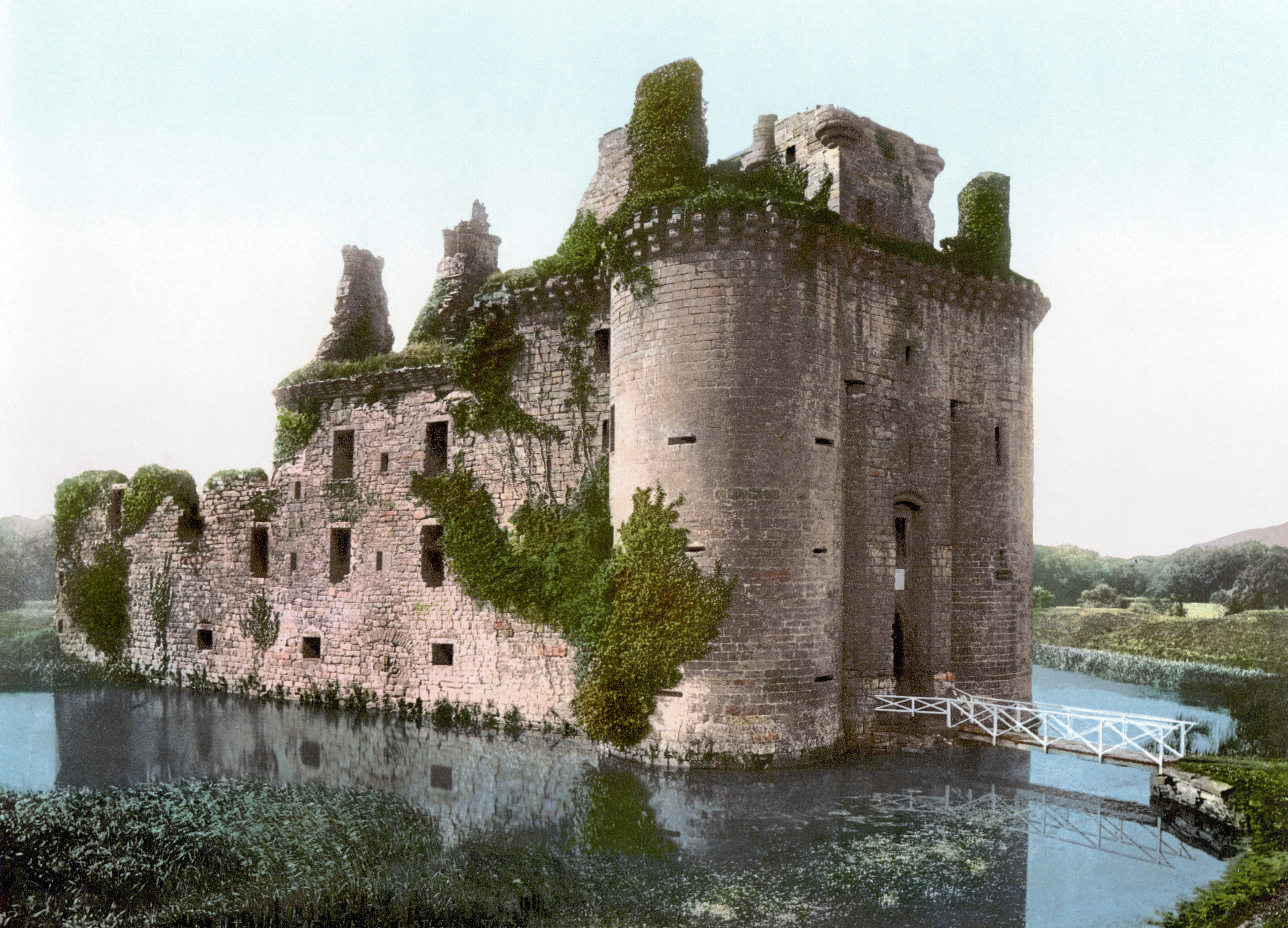
Замок Керлаверок — резиденція вождів клану Максвелл.

Джеймс Клерк Максвелл — відомий фізик.

Клан Максвелл (шотл. — Clan Maxwell) — один з кланів рівнинної частини Шотландії — Лоулендсу. На сьогодні клан не має визнаного герольдами Шотландії та лордом Лева вождя, тому називається в Шотландії «кланом зброєносців».
Гасло клану: Reviresco — Я зміцнюю знову (лат.)
Землі клану: Дамфріс
Історична резиденція вождя клану: Замок Керлаверок (шотл. — Caerlaverock Castle)
Останній вождь клану: Вільям Максвелл Каррухан (шотл. — William Maxwell Carruchan) — помер у 1863 році
Союзні клани: Поллок
Ворожі клани: Джонстон, Дуглас

## Історія клану Максвелл

### Походження клану Максвелл
Вважається, що назва клану і сам клан Максвелл походить від Маккуса Велла, що поселився в долині річки Твід біля Келсо, що в Шотландському Прикордонні. Вважається, що цей Маккус Велл був ватажком вікінгів і пішов на службу королю Шотландії Девіду I.
До вождів клану Максвелл належав сер Джон Максвелл, що отримав посаду чемберлена Шотландії. Але він помер не лишивши нащадків. Тому його землі і посаду вождя клану успадкував його молодший брат Аймер. Аймер мав багато синів і кожен син став засновником окремої гілки клану.

### XIII—XIV століття
Наприкінці XIII століття трон Шотландії виявився вакантним. Цим скористався король Англії Едуард I Довгоногий і завоював Шотландію. Після цього він змусив вождів шотландських кланів присягнути йому на вірність і підписати «Рагман Роллс» у 1296 році. У цьому документі згадується вождь клану Максвелл сер Герберт Максвелл. Син Герберта — Юстас Максвелл став власником замку Керлаверок і визнав себе васалом короля Англії Едуарда I Довгоногого. Але пізніше він приєднався до повстанців за свободу Шотландії, був у лавах армії Роберта Брюса і брав участь у битві під Баннокберн.

### XV—XVI століття
Нащадок Юстатса — інший Герберт Максвелл отримав титул лорда Максвелл у 1440 році. Він став депутатом палати лордів парламенту Шотландії. Від його другого сина походить гілка клану Максвелл Монтрейх. Ватажки цієї гілки отримали титул баронета у 1681 році.
V лорд Максвелл брав участь в інтригах короля Англії Генріха VII. У 1526 році клан Максвелл підтримав клан Дуглас та Арчібальда Дугласа — VI графа Ангуса і брав участь у битві під Мелроуз, де вони перемогли клан Скотт і вождя цього клану Вальтера Скотта. У 1542 році король Шотландії Яків V призначив вождя клану Максвелл на посаду Охоронця Кордонів. Але в тому ж році лорд Максвелл потрапив в полон у битві під Солвей-Моссом.
Джон Максвелл — VII лорд Максвелл був побожним католиком під час Реформації в Шотландії, коли більшість шотландських кланів прийняли протестантизм. Джон Максвел підтримав королеву Шотландії католичку Марію I Стюарт. І навіть після того, як у 1587 році Марія Стюарт поклала голову на плаху, лорд Максвелл продовжував листуватися з королем Іспанії Філіпом II з метою відновити в Шотландії католицизм і влаштувати в Шотландії переворот. Цим планам не судилося бути реалізованими — у 1593 році лорд Максвелл був вбитий під час сутички з людьми клану Джонстон Локербі під час битви під Драйф Сенд. Ворожнеча з кланом Джонстон тривала і наступний лорд Максвел здійснив замах на вождя клану Джонстон — Джеймса Джонстона. Брат цього лорда Максвелла — Роберт успадкував посаду вождя клану Максвелл і отримав титул графа Нітсдейл.

### XVII століття
Лорд Максвелл ворогував з могутнім кланом Дуглас за графство Мортон, що обидва клани вважали своєю вотчиною. Була спроба покласти край цій нескінченній ворожнечі кланів. Вожді кланів зустрілися в замку Единбургу у 1607 році. Але під час цієї «зустрічі довіри» лорд Максвелл застрелив сера Джеймса, а потім втік до Франції. Він був визнаний винним у «державній зраді» і засуджений до смертної кари. Він повернувся до Шотландії у 1612 році, був заарештований і втратив голову в Единбурзі 21 травня 1613 року.

### XVIII століття
V граф Нітсдейл був затятим якобітом, підтримав повстання якобітів у 1715 році, брав участь у битві під Престон. Він потрапив в полон, кинутий за ґрати в Тауер в Лондоні, був засуджений до смертної кари. Проте він зумів втекти з Тауера за допомогою дружини, що прийшла на побачення. Він перевдягнувся у жіночий одяг і під виглядом служниці вийшов з тюрми. Потім він разом з дружиною втік до Риму, де довгий час жив і помер у 1744 році.

## Замки клану Максвелл
- Замок Керлаверок (шотл. Caerlaverock Castle) — був резиденцією вождя клану Максвелл.
- Замок Трев (шотл. Threave Castle) — належав клану Максвелл між 1526 і 1640 роками. * Замок Максвелл (шотл. — Maxwell Castle) — побудований у 1545 році, але зруйнований англійцями в 1570 році.
- Замок Ньюарк (шотл. Newark Castle) — біля Порт Глазго, був побудований кланом Максвелл у XV столітті.
- Замок Хеггс (шотл. Haggs Castle) — належав клану Максвелл з 1585 по 1972 роки.

Замок Поллок-хаус (шотл. Pollok House) — резиденція баронетів Поллок з клану Максвелл, тепер це всесвітньовідомий музей, тут знаходиться колекція Баррелла.

## Відомі і видатні люди клану Максвелл
- Джеймс Клерк Максвелл (1831—1879) — відомий фізик, він вніс фундаментальний внесок в цю область науки. Став всесвітньо відомим за створення електромагнітної теорії.
- Сер Герберт Максвелл (1845—1937) — батько письменника Гевіна Максвелла. Відомий політик та історик.
- Гевін Максвелл (1914—1969) — шотландський письменник і натураліст, автор книги «Кільце яскравої води», за мотивами якої був знятий популярний фільм.

## Септи клану Максвелл
- Адайр
- Блексток
- Дінвідді
- Дінводді
- Дінвудді
- Данвудді
- Едгар
- Егарр
- Холлдайкс
- Герріс
- Кірк
- Кірдейл
- Кіркау
- Кіркленд
- Кіркоу
- Латімер
- Летімор
- Максеттерік
- Масеттрік
- Макгеттрік
- Макгеттріх
- Макгітріх
- Махтрік
- Макіттрік
- Макеттрік
- Макеттерік
- Макіттерік
- Максата
- Максетрі
- Максі
- Максон
- Макстон
- Монтрейт
- Мосс
- Нітдейл
- Паулк
- Пікок
- Поак
- Пог'ю
- Поук
- Полк
- Поллокк
- Поллок
- Стургеон
- Вардлоу

## Гілки клану Максвелл
- Максвелл Кардонесс (шотл. Maxwell Cardoness)
- Максвелл Монтрейх (шотл. Maxwell Monreith)
- Максвелл Спінкелл (шотл. Maxwell Sprinkel)
- Максвелл Поллок (шотл. Maxwell Pollock)